# Кан, Луи
Луи-Лазар Кан (фр. Louis-Lazare Kahn; 13 ноября 1895, Версаль — 27 января 1967, Париж) — первый французский еврейский адмирал и лидер еврейской общины Франции.

## Биография
Луи Кан родился в 1895 году в Версале.
В 1914 году окончил Политехническую школу.
В годы Первой мировой войны — солдат, затем офицер в артиллерии. Удостоен ордена Почётного легиона и Военного креста.
После войны продолжил образование и получил степень в области морской инженерии.
С 1920 года служил инженером на военно-морской верфи в Бресте.
В 1925 году назначен начальником арсенала в Сайгоне.
В 1941 году, после поражения Франции, бежал из Франции через Испанию в Лондон, потом в Алжир, где служил в судостроительном центре военно-морских сил Свободной Франции, занимался возрождением французского военно-морского флота.
На протяжении двух лет (1959—1961) являлся начальником Военно-морской академии.
В 1963—1967 годах — председатель Центральной консистории израильтян Франции.